# Los Guasimitos (Venezuela)
Pour les articles homonymes, voir Los Guasimitos.
Los Guasimitos est la capitale de la paroisse civile de Los Guasimitos de la municipalité d'Obispos dans l'État de Barinas au Venezuela.